# ناتاشا ریکل
ناتاشا ریکل (انگلیسی: Natasha Raikhel؛ زادهٔ ۱۱ ژانویهٔ ۱۹۴۷) استاد، و زیست‌شناس اهل روسیه است.
وی همچنین برندهٔ جوایزی همچون کمک‌هزینه گوگنهایم شده‌است.